# Pfarrkirche Strobl

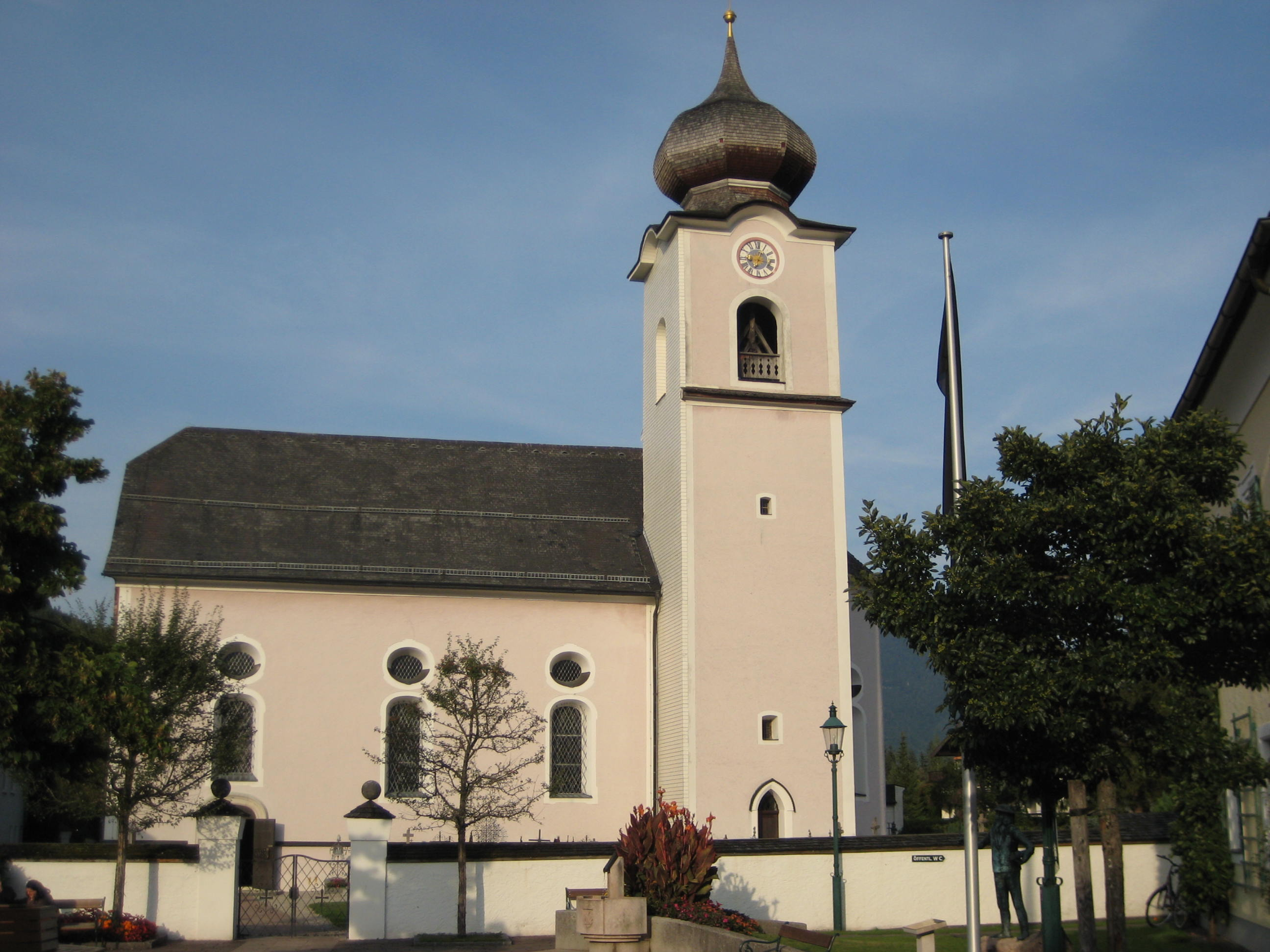
Kath. Pfarrkirche hl. Sigismund in Strobl

Die römisch-katholische Pfarrkirche Strobl steht in der Gemeinde Strobl am Wolfgangsee im Bezirk Salzburg-Umgebung im Land Salzburg. Die dem heiligen hl. Sigismund geweihte Kirche ist seit 1857 Pfarrkirche und gehört zum Dekanat Thalgau der Erzdiözese Salzburg.
Das Kirchengebäude steht unter Denkmalschutz. Das Patroziniumsfest wird am 1. Mai gefeiert.

## Geschichte
Das Gebiet von Strobl wurde seelsorgerisch ursprünglich vom Vikariat St. Gilgen aus betreut, 1761 ausgepfarrt. 1758 beauftragte der Salzburger Erzbischof Sigismund III. Christoph von Schrattenbach den Kitzbüheler Baumeister Kassian Singer (1712–1759) mit der Errichtung einer Kirche in Strobl. Singer verstarb jedoch vor der Vollendung der Kirche, so dass sein Polier Andrä Hueber mit der Fertigstellung beauftragt wurde. Der Kirchenbau wurde am 3. Mai 1761 geweiht. Mit dem Patronat des Hl. Sigismund hat sich der Erzbischof, wie auch beim wenige Jahre später erbauten Sigmundstor, unter Bezug auf seinen Vornamen ein Denkmal gesetzt.

## Ausstattung
Die kunsthistorische Bedeutung der Kirche beruht vor allem auf der einheitlichen und fast vollständig erhaltenen spätbarocken Ausstattung.
Auf dem Hochaltarbild von Benedikt Werkstätter ist der Heilige Sigismund dargestellt sowie, über den Wolken schwebend, die Heilige Dreifaltigkeit. Außerdem findet man in der Kirche zwei Statuen, darstellend Christophorus und Josef, von Sebastian Eberl. Lorenz Hörmbler schuf die Hochaltarverkleidung sowie den dreiteiligen Tabernakel. Auf dem linken Seitenaltar ist das Gnadenbild Maria vom guten Rat von Genazzano, sowie die Legende der Übertragung des Bildes dargestellt. Das rechte Seitenaltarbild von Peter Anton Lorenzoni zeigt den Heiligen Franz von Sales.

## Orgel

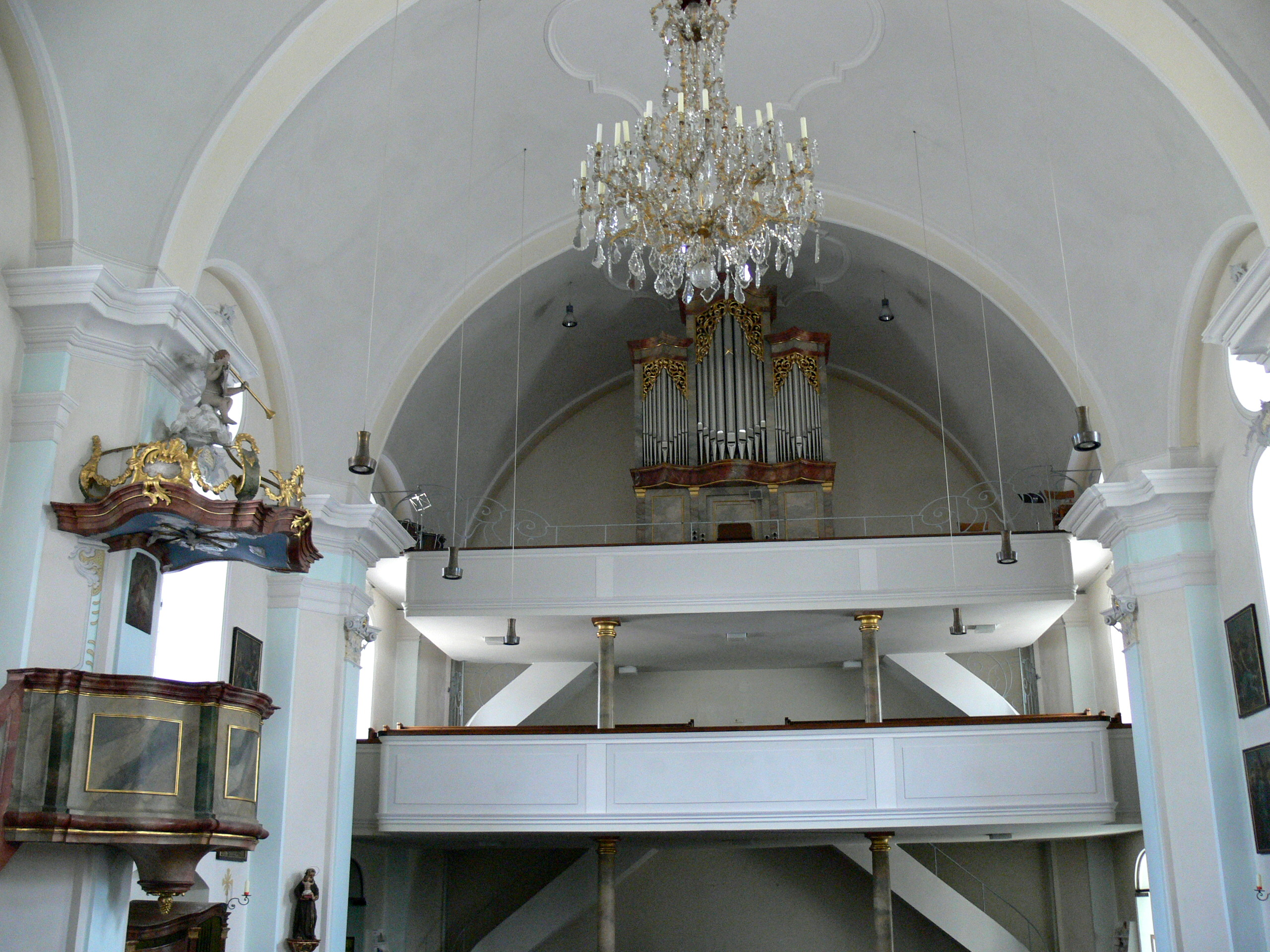
Emporen mit Felsberg-Orgel 2003

### Geschichte
Bei der Einweihung der Kirche am 3. Mai 1761 war schon eine Orgel vorhanden, die 300 fl. gekostet hatte. Im Jahre 1802 schrieb Vikar (1800–1806) Simon Winkler, dass die Emporkirche einsturzgefährdet wäre und man überlege sich, die Orgel herabzusetzen. Nach einem Gutachten des Hofmechanikus Zillner wäre eine billigere Lösung allerdings eine Befestigung der Empore und der Orgel mit „zweӱ an der Mauer anzubringenden Drakeln [und] zweӱ Schliessen“. Diese alte Orgel aus dem Jahre 1761 war, wie Vikar (1837–1852) Joseph Reitlechner 1840 schrieb, wurmstichig und morsch gewesen. Deshalb errichtete Ludwig Mooser 1839 eine neue Orgel mit acht Registern, die 500 fl. C.M. kostete und […] von allen im Orgelspiel Erfahrenen, die selbe hörten oder selbst spielten, sehr gelobt worden wäre. Aber schon 1857 musste Vikar (1852–1866) Johann Ev. Goldberger folgendes berichten: „Schon vor Jahren wären an der hiesigen […] Kirchenorgel bedeutende Reparaturen nothwendig gewesen; ja schon anfangs wurden die zweӱ Bälge wegen Mangel an Raum so klein und niedrig angefertigt, daß fortan nicht einmal ein Takt pleno organo gespielt werden konnte; überdieß sind dieselben so schwer aufzuziehen, daß ein starker Mann sich anstemmen muß, und ermüdet. Dieß mag wohl auch der Grund seӱn, warum die ganze Orgel so gräulich verstimmt ist, daß man beӱ einem Amte aus der Kirche laufen möchte, und deshalb auch der Priester am Altare oft ganz verwirrt wird“. Es folgten mehrere Reparaturen, aber um 1882 beschloss die Gemeindevorstehung, […] „eine neue Orgel mit 14 Register mit einer neuen Empore, um günstigen Platz für die Orgel, und für die Kirche neue Sitze zu gewinnen, zu bauen“ und den Orgelbauer Matthäus Mauracher I. damit zu betrauen. Dieses Instrument war Ende Oktober 1882 fertig gestellt. 1917 mussten dessen Zinnpfeifen für die Rüstungsindustrie abgeliefert werden, die später durch Zinkpfeifen ersetzt wurden; 1974 erhielt die Orgel von Friedrich Mertel jun. einen neuen Spieltisch. Das uneinheitlich und entstellt wirkende Instrument wurde 2003 mit einer Spende durch Paul und Maria Werhahn von Orgelbau Felsberg durch ein neues ersetzt.

### Disposition seit 2003
| Hauptwerk C–g3   |       |
| 1 Principal      | 8′    |
| 2 Hohlflöte      | 8′    |
| 3 Viola da Gamba | 8′    |
| 4 Octav          | 4′    |
| 5 Spitzfléte     | 4′    |
| 6 Quint          | 3′    |
| 7 Superoctav     | 2′    |
| 8 Mixtur 4–5 f.  | 1 ⁄3′ |

| Nebenwerk C–g3 |                |
| 9 Gedackt      | 8′             |
| 10 Rohrfléte   | 4′             |
| 11 Sesquialter | 2 ⁄3′ + 1 3⁄5′ |
| 12 Waldfléte   | 2′             |
| 13 Siffléte    | 1′             |
| 14 Dulcian     | 8′             |

| Pedal C–f1   |     |
| 15 Subbass   | 16′ |
| 16 Posaune   | 16′ |
| 17 Oktavbass | 8′  |
| 18 Bourdon   | 8′  |
| 19 Zink      | 4′  |

- Koppeln: II/I, I/P, II/P.

Anmerkungen
1. ↑  Mit Vorabzug Quint